# Mina de la nava de Ricomalillo
Mina de la nava de Ricomalillo este o arie protejată (arie specială de conservare — SAC, sit de importanță comunitară — SCI) din Spania întinsă pe o suprafață de 3,08 ha, integral pe uscat.

## Localizare
Centrul sitului Mina de la nava de Ricomalillo este situat la coordonatele 39°39′40″N 4°57′11″W / 39.6611°N 4.953°V.

## Înființare
Situl Mina de la nava de Ricomalillo a fost declarat sit de importanță comunitară în decembrie 2000 pentru a proteja 7 specii de animale. Situl a fost protejat și ca arie specială de conservare în mai 2015.

## Biodiversitate
Situată în ecoregiunea mediteraneană, aria protejată conține 1 habitat natural: Peșteri inaccesibile publicului.
La baza desemnării sitului se află mai multe specii protejate de  mamifere (7): liliac cu aripi lungi (Miniopterus schreibersii), liliac cărămiziu (Myotis emarginatus), liliac comun (Myotis myotis), liliacul mediteranean cu potcoavă (Rhinolophus euryale), liliacul mare cu potcoavă (Rhinolophus ferrumequinum), liliacul mic cu potcoavă (Rhinolophus hipposideros), liliacul cu potcoavă a lui méhely (Rhinolophus mehelyi).
Pe lângă speciile protejate, pe teritoriul sitului au mai fost identificate 1 specie de nevertebrate.